# エクトドメイン・シェディング
エクトドメイン・シェディング（英語: ectodomain shedding、以下シェディング）とは、膜貫通型のタンパク質を細胞膜近傍で切断し、細胞外領域を可溶化して放出する翻訳後修飾機構である。

## 歴史
炎症性サイトカインとして知られるTNF-α（腫瘍壊死因子の一つ）は、当初、分泌タンパク質であると考えられていたが、1988年にII型膜タンパク質として産生されることが明らかになった。その後、メタロプロテアーゼ依存的に切断され放出されることが報告され、1997年にTNF-α切断酵素としてTACE（ADAM metallopeptidase domain、ADAM17）が同定された。その後、様々な基質が同様の制御を受けることが明らかとなった。

## 機能
これまでに様々な機能を持つ膜タンパク質のシェディングが報告されており、膜タンパク質の約1割前後がシェディングの制御を受けている可能性がある。膜タンパク質として発現するサイトカインや増殖因子がシェディングされると、可溶性リガンドとして機能する。また細胞膜に局在する受容体がシェディングされると、リガンド感受性が低下する。このようにシェディングは、切断される膜タンパク質だけではなく、それを発現する細胞の状態を変えうる。

## sheddase
ADAMスパーファミリーに属するADAM10やADAM17が主要な切断酵素として報告されている。

## 課題
シェディングは特定の膜タンパク質のみに起こるが、それらの膜タンパク質には共通するアミノ酸配列が存在せず、シェディング感受性を規定する分子機構は明らかにされていない。そのため、アミノ酸配列からシェディングされる膜タンパク質を予想し、シェディングの機能的意義を解明することも困難となっている。悪性腫瘍や炎症性疾患の発症に関わる複数の膜タンパク質のシェディングが報告されているが、シェディング酵素の阻害剤は、重篤な副作用から臨床応用が断念された経緯があり、シェディングそのものをターゲットにした治療法は未だ確立されておらず、シェディングの制御機構を解明することで、これまでにない診断や治療方法の確立につながる可能性がある。